# Tadao Andō
 (mai 2012).
Si vous disposez d'ouvrages ou d'articles de référence ou si vous connaissez des sites web de qualité traitant du thème abordé ici, merci de compléter l'article en donnant les références utiles à sa vérifiabilité et en les liant à la section « Notes et références ».
Pour les articles homonymes, voir Ando.
Tadao Andō (安藤 忠雄, Andō Tadao), né le 13 septembre 1941 à Osaka, est un architecte japonais. Il a été catégorisé comme faisant partie du style régionalisme critique. Il travaille beaucoup avec le béton et la lumière. Reconnu mondialement, il reçoit plusieurs récompenses prestigieuses dont le prix Pritzker en 1995.

## Enfance
Tadao Ando est né en 1941 dans un quartier populaire de l'arrondissement Asahi-ku d'Osaka. Peu de temps après sa naissance, il est séparé de son frère jumeau et confié à sa grand-mère qui gère un petit commerce. Absorbée par son travail, elle laisse souvent Tadao Ando livré à lui-même lui inculquant deux préceptes qui lui sont chers : le rationalisme et l'esprit d'indépendance. Il découvre ainsi le quartier et va se distraire chez les artisans qui composent son voisinage. C'est à leur contact, notamment celui d'un charpentier, que Tadao apprend à travailler et à utiliser divers matériaux et qu'il commence son auto-formation. Il décide d'apprendre l'architecture, mais en autodidacte, ce qui est rarissime au Japon. Pour son apprentissage, il achète des livres chez les bouquinistes.
À 17 ans il commence une carrière de boxeur professionnel, et découvre en parallèle l'œuvre de Le Corbusier, qui l'impressionne énormément. Grâce à ses gains de boxeur, il part en 1965 vers l'Europe pour le rencontrer. Il prend le bateau à Yokohama, puis gagne Pékin où il prend le Transsibérien. Il visite la Finlande puis arrive à Paris, quelques jours après la mort de Le Corbusier survenue le 27 août. Il visite ses bâtiments comme le Pavillon suisse de la Cité internationale universitaire de Paris et la Villa Savoye à Poissy qui tombe alors en ruine. À Marseille, il visite la Cité radieuse.
Inspiré par les abbayes cisterciennes qu'il visite à son arrivée en France, il cherchera par la suite à instaurer dans son architecture le silence que la grandeur de villes comme Osaka a délaissé. Ainsi il s'attardera à rendre sa sérénité et son repos aux espaces intérieurs qu'il concevra.

## Le début de sa carrière d'architecte
Entre 1962 et 1969, Tadao Ando fait plusieurs voyages aux États-Unis, en Europe et en Afrique, puis revient au Japon. Il crée en 1969 son cabinet d'architecture, Tadao Ando Architect & Associates. Il fréquente alors des artistes d'avant-garde du groupe japonais Gutai, et se familiarise avec le travail d'artistes occidentaux comme Jackson Pollock ou Marcel Duchamp. C'est seulement à partir de 1970 qu'il construit ses premières résidences et que sa carrière débute réellement. Au cours des années 1970, Ando définit peu à peu les fondements de son style architectural. Cette décennie est en quelque sorte une période d'expérimentation où il construit des petits magasins et des maisons.
Dans un de ses premiers articles, Ando explique que la construction massive de bâtiments due à des contraintes économiques et sociales a donné naissance à un paysage abrutissant pour les habitants. En effet, la ville d'Osaka étant passée de 3 à 5 millions d'habitants entre 1957 et 1977 on assiste à la construction de nombreux bâtiments hétéroclites qui menace la sérénité des intérieurs japonais.
C'est pour lutter contre cette situation que Tadao Ando crée des bâtiments où les habitants sont débarrassés du tumulte extérieur. Il se démarque du courant fonctionnaliste et des plans logiques. L'exemple même de ce type de construction est la Row House Sumiyoshi, construite entre 1975 et 1976.
Enfin toujours à même de répondre aux soucis quotidiens du Japon, il fait d'un matériau antisismique sa marque de fabrique et l'outil de son expression artistique : le béton banché qu'il laisse lissé avec les trous apparents. Ainsi se construit son style géométrique dont la simplicité des formes cache l'émotion de leurs volumes et le dialogue avec les éléments essentiels de la nature.

## Une reconnaissance internationale
En 1985, il reçoit la médaille Alvar Aalto et en mai 1992 lui est décerné le Carlsberg Architectural Prize, qui lui est remis par la reine Margrethe II du Danemark. En juin 1995, Tadao Andō est le troisième Japonais à recevoir le prix Pritzker d'architecture, sorte de prix Nobel d'architecture, deux ans après Fumihiko Maki récompensé en 1993. Kenzō Tange l'avait reçu en 1987. Il est lauréat du Prix de Kyoto en 2002.
Profondément marqué par le tremblement de terre de Kōbe, survenu en janvier de la même année, et qui avait touché en particulier le quartier de ses premières réalisations, il offre tout son prix Pritzker aux orphelins de la ville. Il collecte des fonds pour améliorer la qualité de la reconstruction, car les habitations bon marché de la ville, construites au mépris des règles de l'art, ont été particulièrement meurtrières.
Une rétrospective lui est consacrée au Centre Pompidou en 2018.

## Citations
Sur l'architecture : 

« L’essence de l’architecture est d’ouvrir le cœur des gens et de les émouvoir de telle manière qu’ils soient heureux d’être sur terre.
A l’instar de toute création humaine les édifices sont voués à se détériorer et à disparaître. On pourrait ainsi dire que l’histoire de l’architecture constitue un témoignage de la volonté que l’homme a de lutter contre ce destin. J’aimerais cependant, si cela m’est possible, réaliser des édifices qui dureront toujours, pas du point de vue matériel ou stylistique, mais qui resteront gravés dans le cœur des hommes.
Qu’importe si une maison est inconfortable. Il faut que l’habitant se demande lui-même comment y vivre, avec le moindre confort. Ce que je souhaite construire, ce sont des espaces propices à inspirer des perspectives ou des paysages intérieurs. Je conçois pour cela des espaces interstitiels entre les parties fonctionnelles d’un bâtiment que j’ai appelés les « espaces fondamentaux des émotions ». Je sépare ainsi l’architecture de sa fonction. »

Sur l'architecture japonaise :

« Je suis allé souvent à Nara près d’Osaka, pour y admirer le temple de Todai-ji et son grand bouddha assis. Je suis allé à Kyoto voir le jardin zen du Ryoan-ji. j’ai contemplé le vide de ce jardin sec fait de sable et de roches, ce néant qui vous parle. J’ai admiré les maisons traditionnelles et le style sukiya, selon l’esthétique des pavillons de thé, qui recherche un lien entre l’habitat et la nature. Il existe beaucoup de ces lieux dans l’architecture japonaise où seuls les esprits peuvent vivre. Ces exemples m’ont incité à concevoir à mon tour des espaces qu’on ne trouve nulle part ailleurs. »

Sur la nature et la lumière :

« Je ne crois pas que l’architecture doit parler trop. Elle doit rester silencieuse et laisser la nature parler directement au travers du soleil et du vent.
Ce que j’ai senti en observant des églises romanes, c’est que seule la lumière était l’espoir. J’ai créé l'Église de la Lumière en me demandant si le symbole de la communauté, ce n’était pas la lumière. »

Sur les formes géométriques :

« Grâce aux règles géométriques, l’architecture s’autonomise et acquiert la paix ; grâce à l’introduction en elle des mouvements de l’homme et de la nature, elle devient elle-même mouvement.
La géométrie projetée au sein de la nature revendique son propre caractère dans le contraste qu’elle crée avec la nature. Par la rencontre avec les lignes géométriques, la nature met en relief sa propre présence. Et grâce au dialogue né de la rencontre entre ces deux éléments, l’environnement, support de la vie quotidienne, trouve sa place. »

## Principales réalisations
- 1971 Maison Tomishima, Osaka, Japon[1]
- 1975 Maison Azuma (Row House), à Osaka, Japon
- Depuis 1979 Rokko Housing I, II, III, IV, à Rokko, Kobe, Japon
- 1985 Église sur l'eau, Hokkaido Japon
- 1987 Église de la lumière d'Ibaraki, Osaka, Japon
- 1990 Benesse House, Naoshima, Japon
- 1991 Vitra Conference Pavilion, Weil am Rhein, Allemagne
- 1992 Pavillon du Japon à l'Exposition universelle de Séville Expo'92, Espagne
- 1992 Musée préfectoral de Kumamoto d'anciens tertres funéraires, Yamaga, Japon
- 1993 Usine pour la société Benetton à Trévise, Italie
- 1994 Musée préfectoral Chikatsu Asuka d'Osaka, Japon
- 1994 Musée d'art Nariwa de la Ville de Takahashi, Japon
- 1995 Espace de méditation, Maison de l'Unesco, Paris, France
- 1995 Palais des congrès de Nagaragawa, Gifu, Japon
- 1998 Musée d'art moderne de Fort Worth, Texas, États-Unis
- 2000 Awaji Yumebutai, Awaji, Japon
- 2001 Fondation Pulitzer pour les arts, à Saint Louis, Missouri, États-Unis
- 2002 Musée préfectoral d'Art de Hyōgo, Kobe, Japon
- 2002 Espace d'exposition de Shikoku mura, Takamatsu, Japon
- 2003 Maison 4x4, Kobé, Japon
- 2004 Musée d'art de Chichū, Naoshima, Japon
- 2004 Langen Foundation, Neuss, Allemagne
- 2005 Gunma Insect World, Kiryū, Japon
- 2006 Omotesando Hills, Tokyo, Japon
- 2006 Réhabilitation du Palazzo Grassi, Venise, Italie[6]
- 2007 21 21 DESIGN SIGHT, Tokyo, Japon
- 2008 Théâtre Sengawa, Chōfu, Japon
- 2009 Réhabilitation du centre d'art contemporain Punta della Dogana, Venise, Italie[6]
- 2011 Tokyo Skytree, Tokyo, Japon
- 2011 Centre d'art, Four Cubes to contemplate our environment, Chapel, Château la Coste, France
- 2013 Musée d'art d'Akita, Akita, Japon
- 2015 Takino Reien, Sapporo, Japon
- 2016 Forêt de la mer, un parc dans la baie de Tokyo, Japon
- 2017 Poly Grand Theater, Shanghaï, Chine[7]
- 2020 He Art Museum (HEM), premier musée consacré à l’art et à la culture de la région du Lingnan, dans le sud de la Chine ; ouverture prévue en mars 2020[8]

Tadao Ando et son agence Tadao Ando Architect & Associates (TAAA) font partie des quatre architectes choisis pour mener le projet de réhabilitation de la Bourse de commerce de Paris, située dans le 1er arrondissement de Paris, avec les agences Pierre-Antoine Gatier, NeM / Niney et Marca Architectes et l'entreprise de conception et d'exécution Setec bâtiment. L'édifice, qui fait 13 000 m2 et bénéficie de 4 000 m2 de surface d’exposition est destiné à abriter la collection Pinault. L'inauguration du musée a lieu en mai 2021.

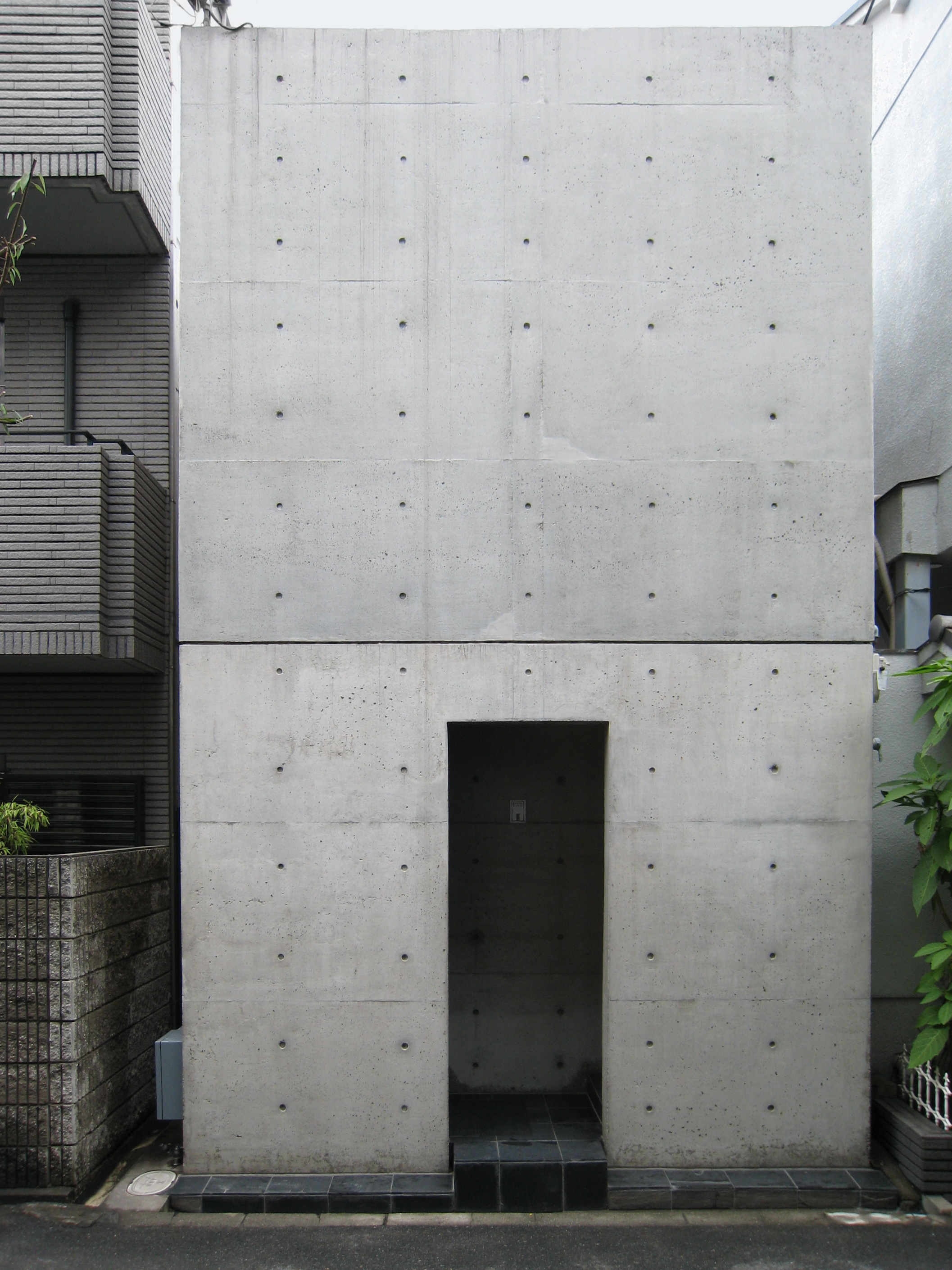
Azuma House (住吉の長屋), Osaka, Japon, 1976.
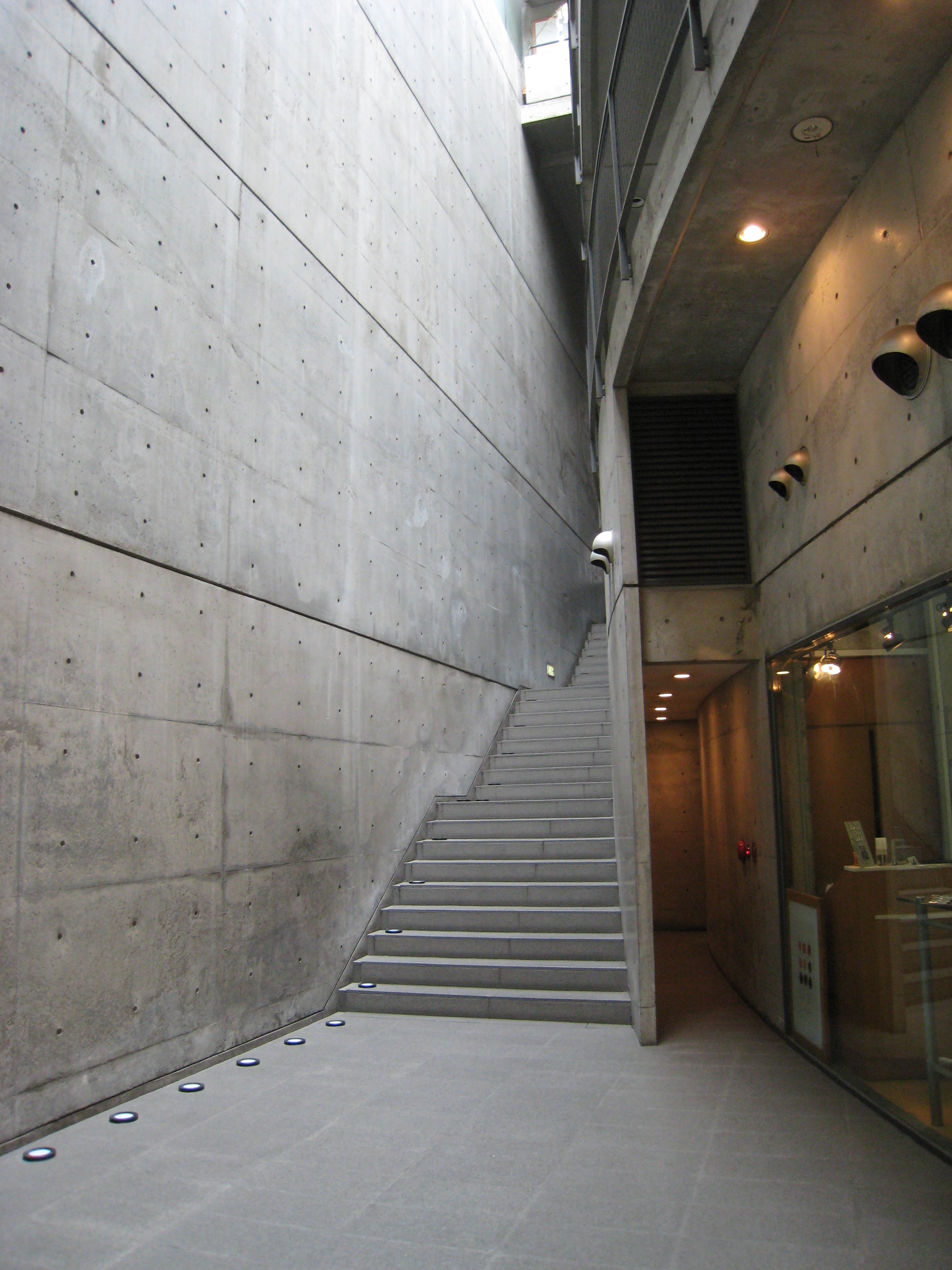
Galleria akka, Osaka, 1988.
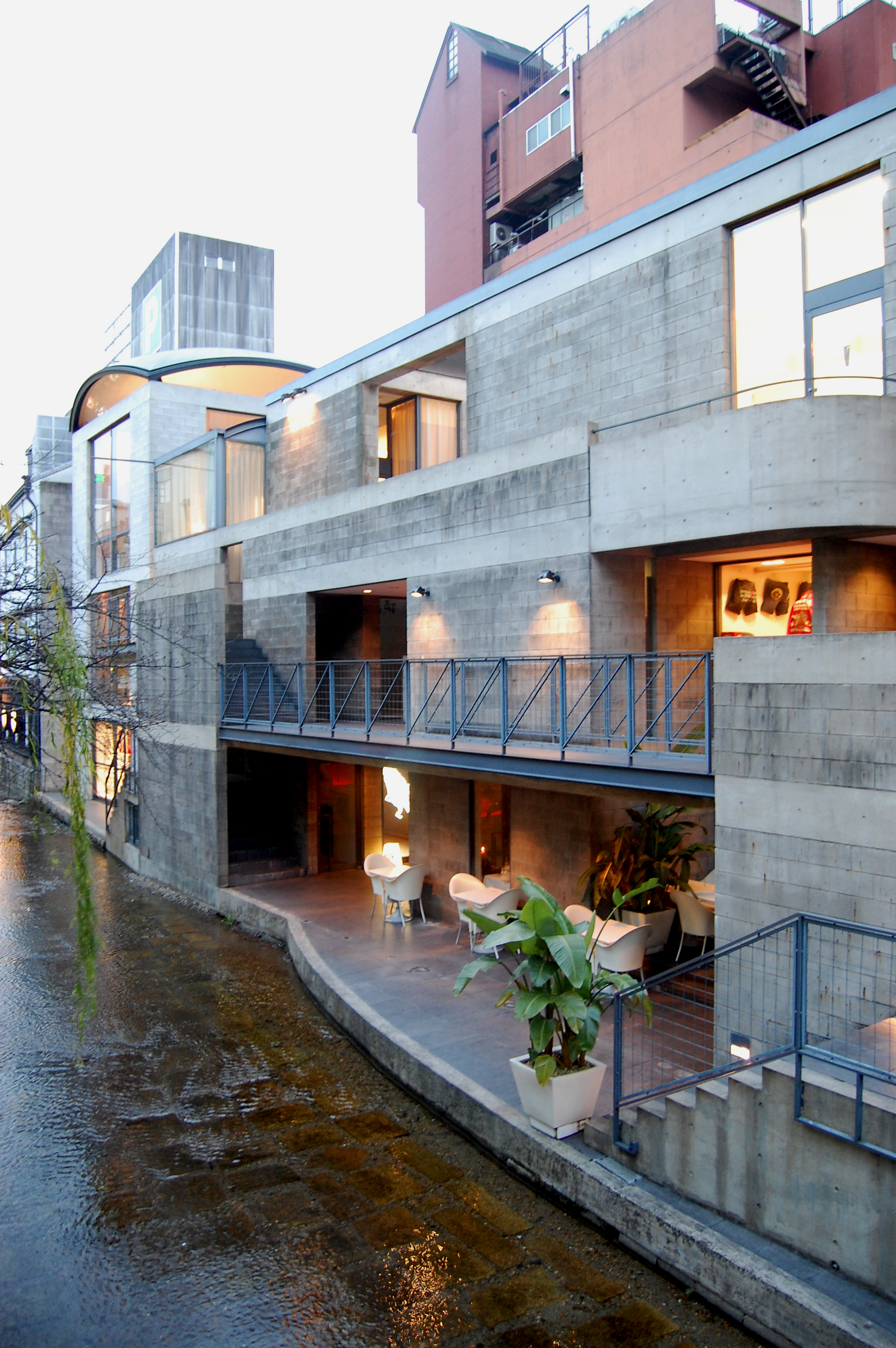
Galerie Times, Kyoto, Japon, 1983.
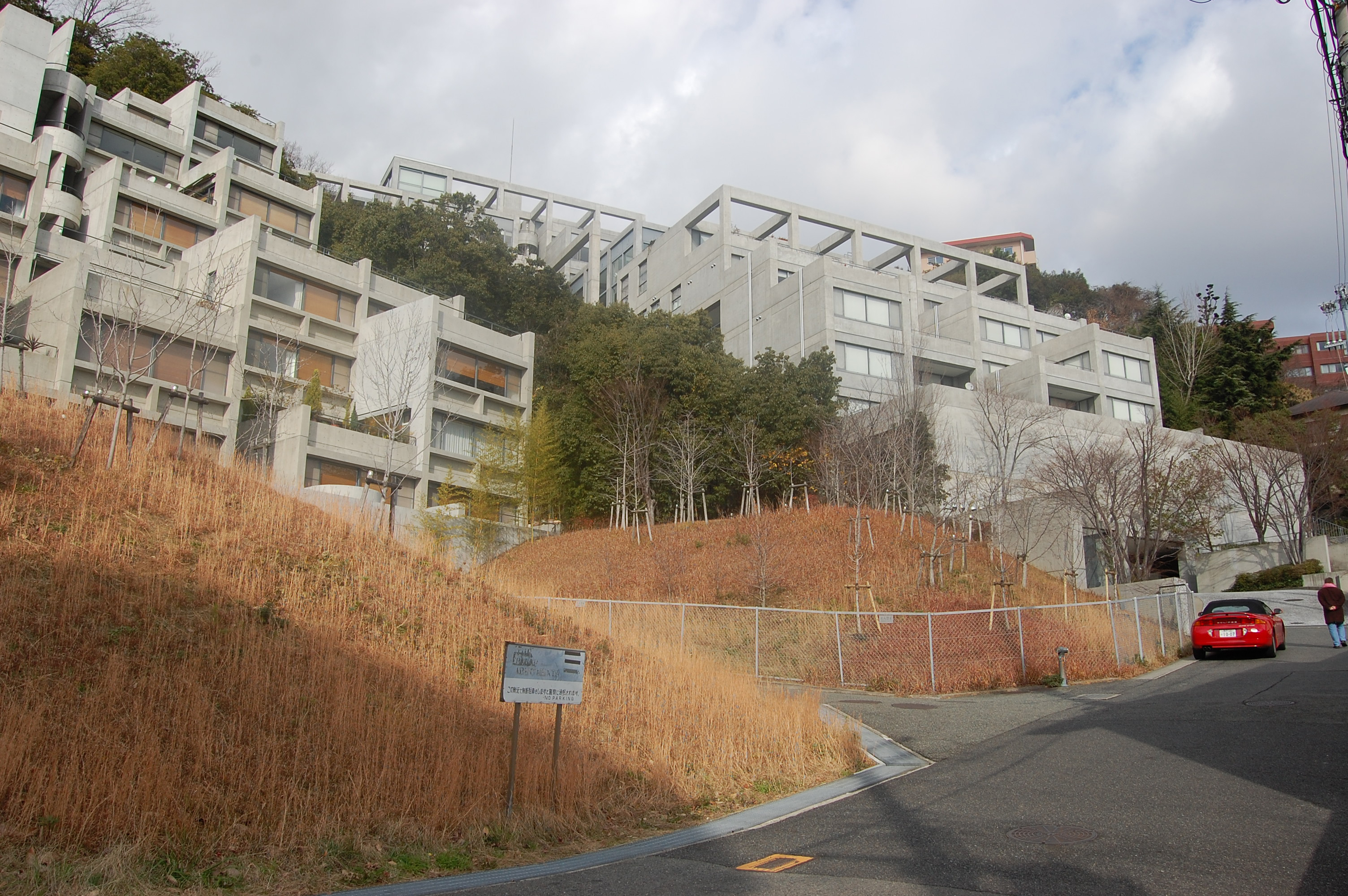
Rokko Housing One, 1979 and Two, 1991, Kobe, Japon.
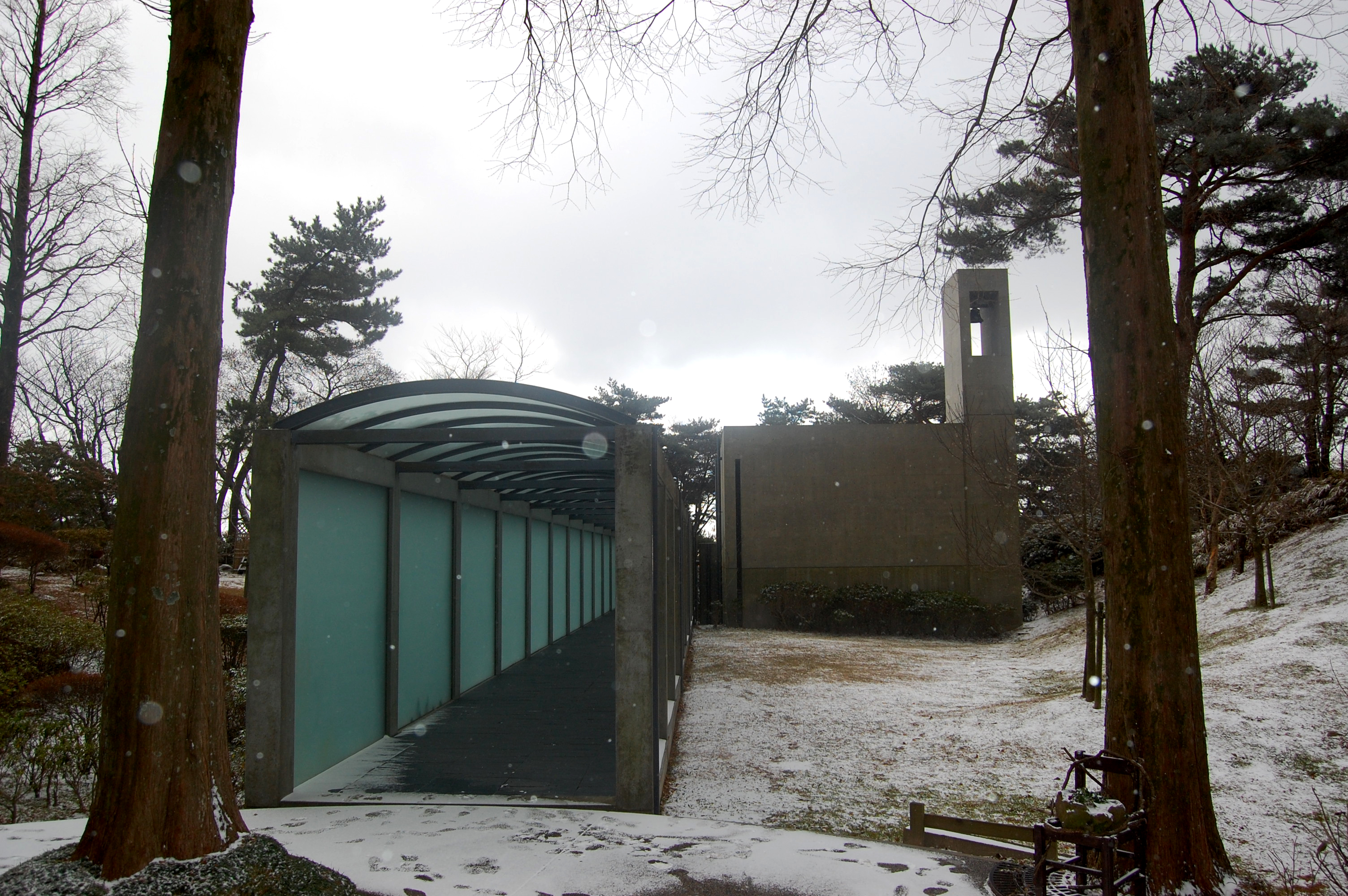
Chapelle sur le mont Rokko, Kobe, Japon, 1986.
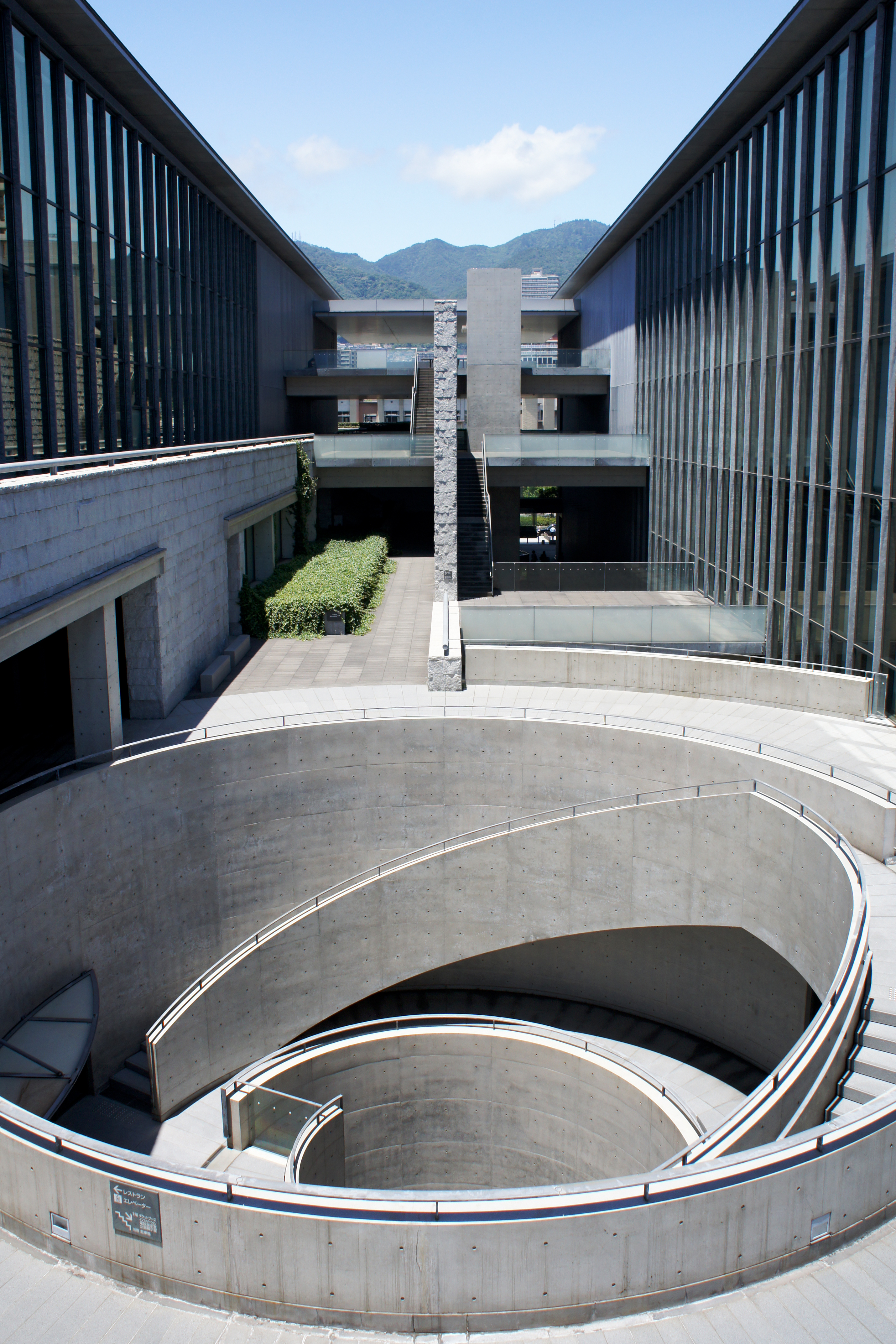
Musée préfectoral d'art de Hyōgo, Kobe, Japon, 2002.
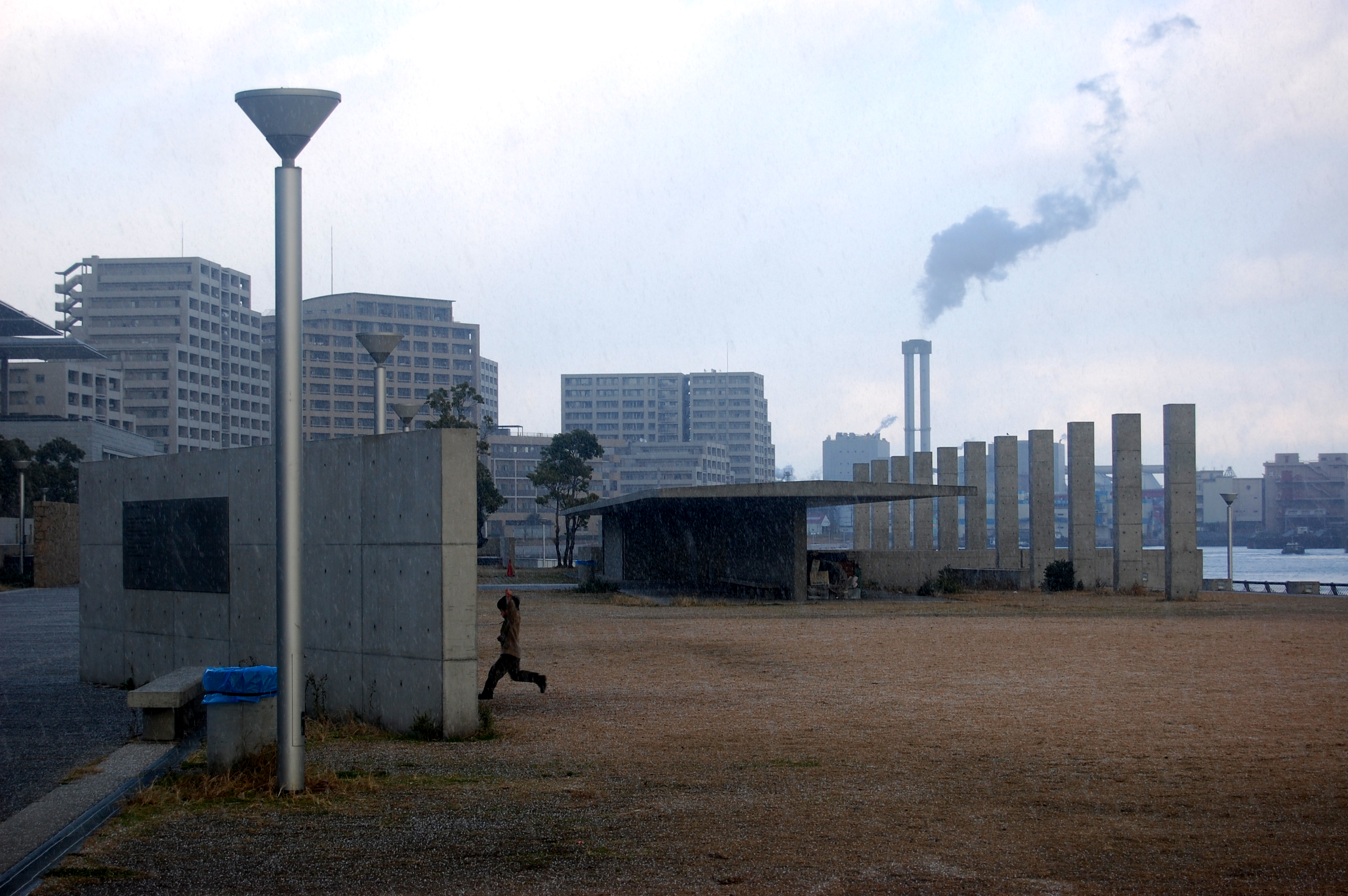
Kobe Waterfront Plaza construit avec le musée préfectoral d'art de Hyōgo, Kobe, Japon, 2002.
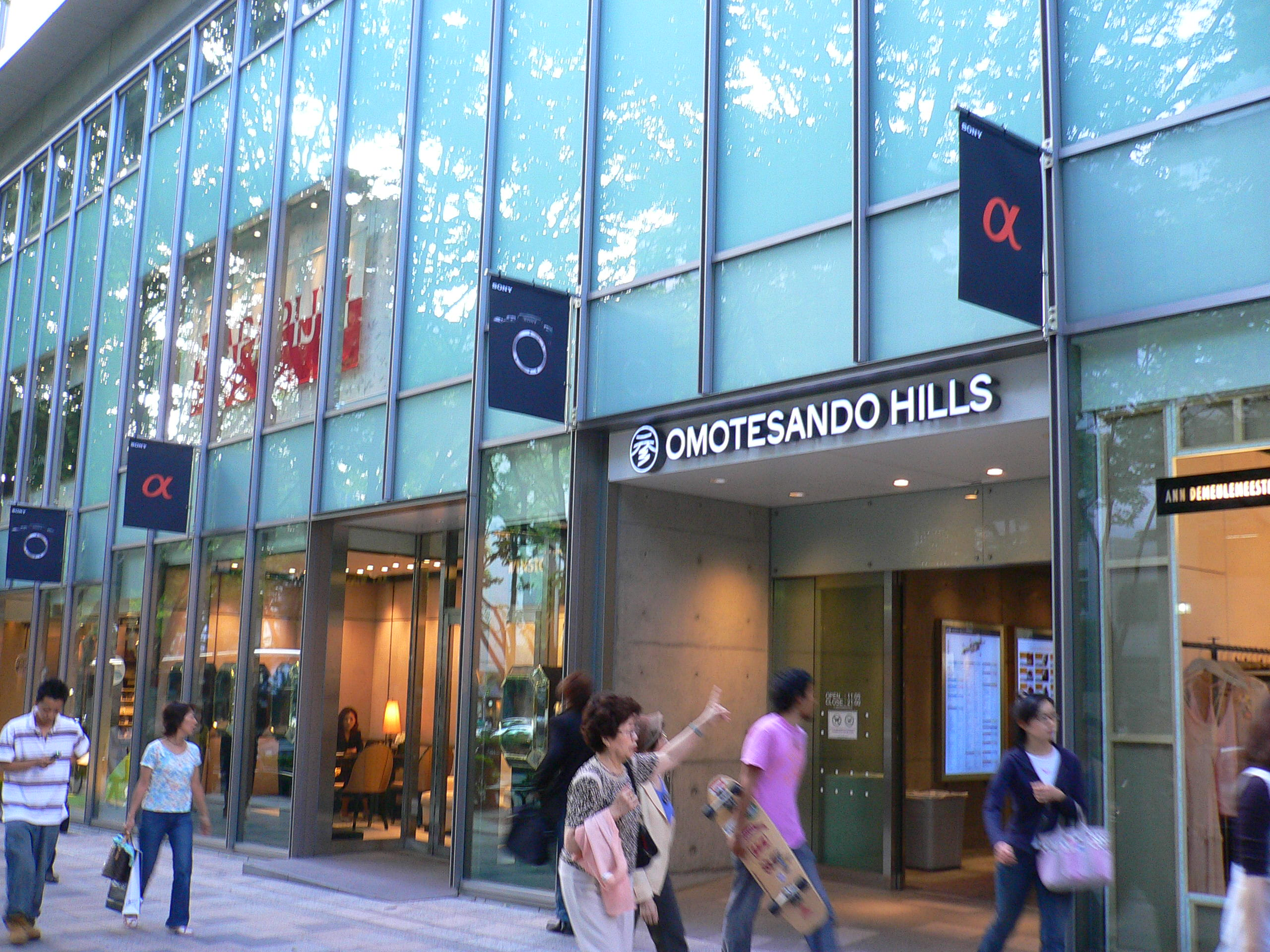
Omotesando Hills, Tokyo, Japon, 2006.